# Санта Кјара (Лече)
Санта Кјара (итал. Santa Chiara) је насеље у Италији у округу Лече, региону Апулија.
Према процени из 2011. у насељу је живело 31 становника. Насеље се налази на надморској висини од 27 м.